# Makole
Makole – wieś w Słowenii, siedziba gminy Makole. W 2018 roku liczyła 232 mieszkańców.